# 中牧村
中牧村（なかまきむら）は山梨県東山梨郡にあった村。現在の山梨市中部、鼓川中流域にあたる。

## 地理
- 山：天狗山、小田野山、小楢山
- 河川：鼓川

## 歴史
- 1875年（明治8年）1月 - 山梨郡西保下村・倉科村が合併して中牧村となる。
- 1878年（明治11年）7月22日 - 郡区町村編制法の施行により、中牧村が東山梨郡の所属となる。
- 1889年（明治22年）7月1日 - 町村制の施行により、中牧村が単独で自治体を形成。
- 1954年（昭和29年）5月17日 - 諏訪町・西保村と合併して牧丘町が発足。同日中牧村廃止。